# Cyber Mercenaries
Cyber Mercenaries: The State, Hackers, and Power é uma obra concebida por Tim Maurer, co-diretor da Cyber Policy Initiative e membro do Carnegie Endowment for International Peace. Um livro que destaca principalmente as relações entre nações e hackers.

## Enredo
O livro explora o relacionamento secreto entre países e a comunidade hacker. Considerando a ascensão do espaço cibernético como uma nova frente para a geopolítica, nações acabaram tornando-se financiadoras da ação hacker, utilizando seus serviços como intermédio para seus planos de poder. Os mercenários do mundo contemporâneo tem a capacidade de oferecer perigo a segurança global, estabilidade entre estados e direitos humanos. 
Essa relação estado-hacker entretanto gera uma série de questões relacionadas ao controle, autoridade e uso ofensivo de estratégias cibernéticas. Diversos países possuem diferentes modelos de relacionamento com esses grupos hacker, enfrentam o enorme desafio de balancear os benefícios dessas relações com os custos e potenciais riscos de uma intensificação. O livro aborda casos de estudo dos Estados Unidos, Irã, Síria, Russia e China com o propósito de estabelecer uma base para melhor entendimento e gerenciamento dos riscos e impactos que essas relações podem causar na política global.

## Autor
Tim Maurer co-dirige a Cyber Policy Initiative no Carnegie Endowment for International Peace. Ele é membro de vários diálogos cibernéticos nos EUA e do grupo de trabalho de segurança cibernética da Freedom Online Coalition. Ele co-presidiu o Conselho Consultivo da Conferência Global de 2015 sobre CyberSpace, participou da Comissão Global de Governança da Internet e apoiou o trabalho de construção de confiança da OSCE. Seu trabalho foi publicado pela Foreign Policy, The Washington Post, TIME, Jane's Intelligence Review, CNN, Slate, Lawfare e outros meios acadêmicos e de mídia. Ele possui mestrado em Políticas Públicas pela Harvard Kennedy School.

## Conteúdo
A distribuição do conteúdo é realizada por partes. Cada parte dispõe de capítulos relacionados ao tema descrito no título da parte. Essa forma de estruturação facilita o entendimento do tema entre leitores que não dominam o assunto abordado. 
1. PART I OF BROKERS AND PROXIES
  1. Cyber Proxies: An Introduction
    1. Proxies and Cyber Powers
    2. What Cyber Proxies Are (Theoretically) Capable Of
    3. What Cyber Proxies Are Likely to Be Used For
    4. The Pool of Potential Cyber Proxies
    5. Proxy Relationships and Selected Cases
    6. Proxies and the Attribution Problem
    7. A Few Words on Methodology
    8. Conclusion: Cyber Proxies and the Bigger Picture

  2. Proxies: An Instrument of Power Since Ancient Times 
    1. Framework for Thinking About Proxies
    2. Why Proxy Relationships Exist
    3. Three Main Types of Proxy Relationships: Delegation, Orchestration, and Sanctioning
    4. Conclusion: It’s the Relationship That Matters

  3. Cyber Power: Geopolitics and Human Rights 
    1. The Bigger Picture: Sovereignty and Information
    2. The US Government’s Perspective
    3. The Russian Government’s Perspective
    4. The Chinese Government’s Perspective
    5. The Iranian Government’s Perspective
    6. Conclusion: Cybersecurity Is in the Eye of the Beholder
2. PART II CYBER PROXIES UP AND CLOSE
  1. Cyber Proxies on a Tight Leash: The United States 
    1. Private Cybersecurity Contractors
    2. Delegation Under the Spotlight: US Cyber Command and Cybersecurity Contractors
    3. Private Cybersecurity Contractors and Internal Security
    4. Conclusion: Predictable Proliferation of Capabilities

  2. Cyber Proxies on a Loose Leash: Iran and Syria
    1. Orchestration Under the Spotlight: The US Indictment of Iranian Hackers
    2. Orchestration in Wartime: The Syrian Electronic Army 89
    3. Conclusion: Unexpected Escalation and Limited Options for Response

  3. Cyber Proxies on the Loose: The Former Soviet Union
    1. Sanctioning in Peacetime: The 2007 DDoS Attack on Estonia
    2. Sanctioning in Wartime: The Conflict in Ukraine (2014–Today)
    3. Blitz Orchestration: The War Against Georgia in 2008
    4. Sanctioning and Mobilizing: The March 2017 US Indictment of Russian Hackers
    5. Conclusion: Sanctioning and Statehood

  4. Change Over Time: China’s Evolving Relationships with Cyber Proxies
    1. The Rise of Hacktivists in China and the Government’s Passive Support (1994–2003)
    2. The Creation of Militia Units and the Move Towards Orchestration (2003–13)
    3. Tightening Control and Aspirational Delegation (2013–Today)
    4. Conclusion: From Broker State to (Aspirational) Monopolist
3. PART III IMPLICATIONS
  1. The Theory: State Responsibility and Cyber Proxies
    1. A Framework for Cyber Proxy Relationships Based on International Law
    2. Due Diligence
    3. Third Countries and Extraterritoriality
    4. Conclusion: International Cooperation Under Pressure

  2. The Practice: Shaping Cyber Proxy Relationships
    1. Keeping One’s Own House in Order: Determining Inherently Governmental Functions
    2. Keeping One’s Own House in Order: Determining the Role of the Private Sector
    3. Keeping One’s Own House in Order: Nationalism and Hacktivism
    4. Conclusion: Nudging and Managing Instead of Dictating and Prohibiting

  3. Conclusion: Cyber Proxies, the Future, and Suggestions for Further Research

## Críticas
Cyber Mercenaries obteve uma ampla aceitação tanto na comunidade científica quanto no meio social. Diversos especialistas elencaram a obra como um marco da elucidação das relações entre estados e hackers.
"A revolução cibernética está acelerando a difusão de poder na política global. Atores não-estatais são cada vez mais valorizados, formando um conjunto complexo de alianças e arranjos com governos. Alguns são intermediadores de governos; outros são praticamente independentes. Tim Maurer continua seu trabalho pioneiro na cyber política com essa importante exploração dos Cyber Mercenários." Joseph S. Nye - Professor de Serviço Distinto da Universidade na Harvard Kennedy School of Government e autor de The Future of Power.
"Cyber Mercenaries é um livro com grande foco em cyber proxies - algo frequentemente escondido sob o muro do sigilo governamental, enquanto fomentam a importância e visibilidade das cyber operações. Estados possuem um longo histórico do uso convencional de proxies, cyber proxies são os “the newest kids on the block”. Baseado em pesquisa acadêmica e estudos de caso, Tim Maurer evidencia a capacidade dos cyber proxies, os diferentes tipos de cyber proxies e seu relacionamento com países. Tudo de uma forma inspiradora aos legisladores, praticantes de relações internacionais, academia, especialistas e demais interessados." Marina Kaljurand - Membro da Comissão Global sobre a Estabilidade do Ciberespaço e atua como ministra de relações exteriores da Estonia. 
"Regimes autoritários como China, Russia e Irã constumam esconder seus rastros no mundo digital através da terceirização das operações de cyber espionagem no submundo do crime, outros preferem manter a rédea curta. Cyber Mercenaries, de Tim Maurer, apresenta a primeira análise sistemática de como e porquê governos usam proxies para fazer seu trabalho no cyber espaço. Tecendo teorias de alto nível e analogias com estudos muito bem detalhados. O livro de Maurer ajuda a elucidar as estratégias que os governos utilizam para influenciar o cyber espaço atualmente. Uma leitura obrigatória para estudantes e entusiastas." Ron Deibert - Diretor do Laboratório Cidadão na Escola Munk de Assuntos Globais da Universidade de Toronto
"Cyber Mercenaries, de Tim Maurer, é uma descrição compreensível e convincente de como nações-estado incentivam atores de proxy a executar cyber espionagem, operações de informação e até mesmo atos de destruição. Combinando a profunda   pesquisa com uma análise convincente, Maurer demonstra que esta mistura crescente de ciber-agressão pública e privada desafia nossos conceitos de soberania, lei internacional e até mesmo guerra. Indispensável para o governo e legisladores do setor privado." Michael Chertoff - Ex-Secretário de Segurança Interna dos EUA e Presidente Executivo do Grupo Chertoff.
"Uma leitura obrigatória a todos aqueles que se interessam em como estados usam hackers e para quais propósitos. Rigorosamente , Maurer oferece o primeiro estudo compreensível  sobre relacionamento de proxies no domínio do cyber espaço." Eric Rosenbach - Co-diretor do Centro Belfer, Harvard Kennedy School, ex-chefe de gabinete do Pentágono e secretário adjunto de Defesa. 
"Assim como a tecnologia e o uso de meios cibernéticos tem evoluído, há uma demora para os cidadãos e líderes políticos perceberem essa evolução. Cyber Mercenaries é uma contribuição importantíssima para a diminuição desse gap. Baseando-se em estruturas conceituais de relações internacionais e da  teoria da guerra justa, apresentando vários estudos de casos contemporâneos, Maurer mostra como as leis internacionais e os acordos políticos existentes provavelmente oferecem uma base incompleta para manter expectativas e relações entre os estados conforme as interações cibernéticas aumentam nos anos que estão por vir." Daniel Baer - ex-embaixador dos EUA na OSCE e vice-secretário adjunto do Bureau de Democracia, Direitos Humanos e Trabalho.
‘Países como o Irã e a Síria tem se tornado cada vez mais adeptos da exploração da ambigüidade do ciberespaço em seu benefício. Eles freqüentemente se envolvem em operações cibernéticas coercivas contra adversários políticos nacionais e regionais e adotam proxies para evitar a responsabilização. Cyber Mercenaries fornece uma estrutura para entender como o Irã e a Síria buscam seus interesses estratégicos no ciberespaço. Maurer é especialmente habilidoso em unir uma perspectiva acadêmica com exemplos e linguagem acessíveis, e ao fazê-lo contribui de forma significativa para derrubar barreiras e melhorar o discurso público.’ Collin Anderson - autor de Iran’s Cyber Threat: Espionage, Sabotage, and Revenge.  
‘Cyber Mercenaries é um guia abrangente e sofisticado para a crescente ameaça de ações hostis no espaço cibernético para o qual uma nação não pode ou não assumirá responsabilidade. Tim Maurer explica em linguagem clara as implicações políticas para a atribuição, a dissuasão, a estabilidade militar e o potencial das normas internacionais emergentes.’ Robert Axelrod - Walgreen Professor para o Estudo do Entendimento Humano, Universidade de Michigan e vencedor do Prêmio MacArthur. 
"Em Cyber Mercenaries, Tim Maurer lança luz sobre as complexas e dissimuladas relações que foram forjadas entre os governos e seus representantes no ciberespaço, onde as normas e estratégias de segurança nacional foram derrubadas. Maurer descreve novas vulnerabilidades sistêmicas de segurança enfrentadas pelas sociedades conectadas, à medida que atores estatais e não-estatais de todas as faixas capitalizam o alcance extraterritorial instantâneo possibilitado pelas tecnologias cibernéticas. Este livro fornece uma estrutura importante para pensar sobre normas em proxies cibernéticos, consistente com os direitos humanos universais e o direito internacional. Esta é uma contribuição importante para a conversa global sobre governança no ecossistema digital .” Eileen Donahoe - Diretor Executivo da Incubadora Global de Políticas Digitais da Universidade de Stanford e ex-embaixadora dos EUA no Conselho de Direitos Humanos da ONU. 
"O uso de proxies por estados - mercenários e corsários - não é novidade. Porém, na era da informação, o uso de tais proxies tornou-se mais difundido e mais preocupante, em vista do potencial de comportamento mal julgado ou indisciplinado a ser atribuído a estados com conseqüências potencialmente crescentes. Tim Maurer produziu um estudo inovador e rigoroso desse fenômeno, com base em uma ampla gama de estudos de caso." Nigel Inkster - Conselheiro Sênior do Instituto Internacional de Estudos Estratégicos e ex-funcionário sênior do Serviço Secreto Britânico de Inteligência
‘Um livro temporal sobre um assunto que é de extrema importância a todos.’’ Andrei Soldatov e Irina Borogan - autores de The Red Web: The Struggle Between Russia's Digital Dictators and the New Online Revolutionaries. 
"Tim Maurer deu um novo passo importante explicando como os estados projetam a força no ciberespaço através de proxies, de contratados do governo a ativistas e hackers mercenários. Ele argumenta de forma persuasiva que a dependência dos estados em relação a força dos proxies aumentará, e que veremos novos tipos de colaboração e até competição entre atores estatais e não-estatais. Seu livro é um apelo importante e urgente para que os formuladores de políticas comecem a pensar em como evitar novos conflitos que inevitavelmente surgirão desses relacionamentos entre os estados e os procuradores." Shane Harris - autor de @War: The Rise of the Military-Internet Complex. 